# Погост Спас-железный посох

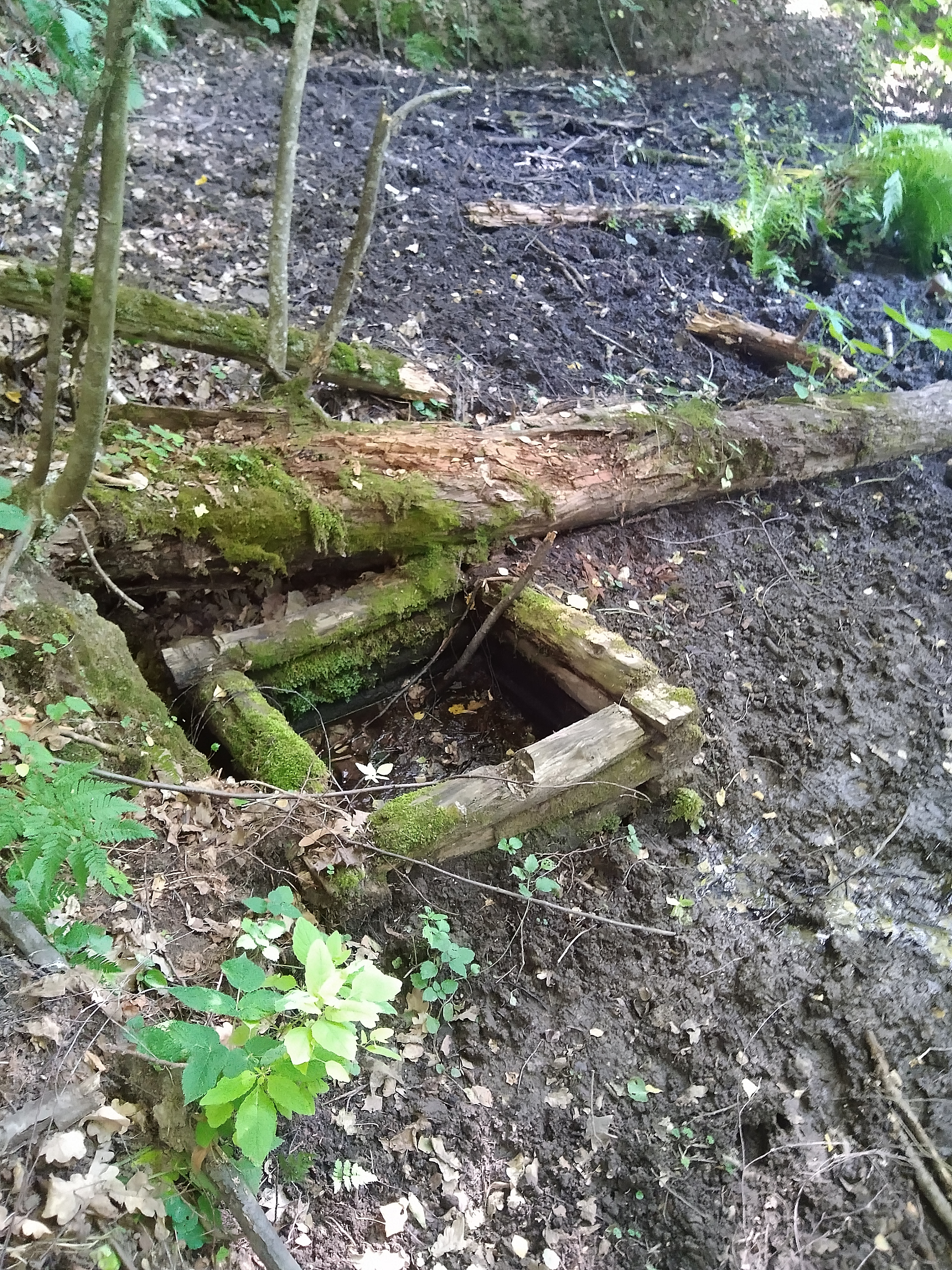
Источник Обретение заблудших душ, состояние до реставрации

Погост Спас-железный посох, или погост Спас Железный Посох, или погост Спасский — исчезнувший населённый пункт на территории Петушинского района Владимирской области России. До упразднения уездно-губернского деления входило в состав Дубковской волости Покровского уезда Владимирской губернии Российской империи
Кладбище погоста находится в 2 километрах к северу от деревни Марково. Входит в неофициальный региональный бренд «Долина семи церквей»

## Происхождение названия. Легенда
По данным на 1897 год точных сведении, которые могли бы объяснить оригинальное название Спасского погоста не сохранилось. По преданию, название «Железный посох» дано Спасскому погосту оттого, что царь Иоанн Васильевич Грозный приложил в церковь этого погоста свой железный посох, который он обыкновенно носил в руках. Предание связывает этот «приклад» Грозного со временем путешествий его из Москвы в Казань. К 1897 году никакого посоха в церкви не сохраняется и когда он исчез, неизвестно. Другая версия легенды изложена в книге краеведа В. И. Реброва: «Царь Иван Грозный как-то идучи на Казань, устроил в Танееве привал с деревенским праздником, и распотешившись, потерял свой железный посох. Посох сыскали на пустынном берегу Пекши и на радостях вознесли храм во имя Спаса Железного Посоха». Однако более расширенная версия легенды предполагает чудесное спасение царя от ханских лазутчиков, которые были посланы убить его, Якобы, от этих лазутчиков царь отбился с помощью посоха святого Авраамия Ростовского, после этого царский отряд, после короткой битвы на ручье Брань «оцепил» или «отчепил» (окружил) отряд поддержки лазутчиков в районе будущей деревни Очеп (слита в 1974 году с деревней Марково), с чем народная этимология и связывала название деревни, а сами лазутчики заблудились в Овраге Заблудших , где у источника Обретения заблудших душ и были пойманы. При этом исследователи отмечают, что эта легенда — первая в череде подобных на территории Владимирской области

## География
Кладбище окружено оврагом, который называется «Оврагом Заблудших». На дне оврага бьёт родник «Обретение заблудших душ», из оврага начинается ручей Брань, который впадает в реку Пекша, по ходу течения ручья в него впадают мелиоративные каналы, получившие свои названия по истории окружающих мест — ручьи Очеп (так называлась до 1974 года часть близлежащей деревни Марково) Спасский, Разумовский (по имени священника В. Г. Разумовского), Кузьмин-Караваев, Сабуров, Оленин. Исторически Спас Железный посох соседствовал с пустошью Мокуша, Ефимцевой пустошью.

## История
Дата появления на погосте первой церкви неизвестна, но В. Г. Добронравов предполагал, что она была построена в конце XVI или в начале XVII столетия. Но в начале XVII столетия церковь запустела и в патриарших окладных книгах значилась пустовая земля «Спасская железного посоха» до 1634 года. Земля эта была отдана на оброк «человеку Василья Танеева (очевидно, местного вотчинника) Панфилке Артемьеву за 13 алтын 2 деньги».
В 1633 году на пустовой церковной земле была построена вновь церковь в честь Преображения Господня. В 1633 году она занесена была в патриаршие книги жилых данных церквей; дани с неё было положено 13 алтын 2 деньги.
Известно только, что бывшая в Спасском погосте деревянная церковь в 1807 году сгорела и вместо неё построен каменный храм, который был освящен в 1809 году, 5 декабря (по юлианскому календарю) . В архивном документе ГАВО ф 556 оп 3 д 139 содержится обращение на имя Ксенофонта Троепольского "А послику желание прихожан и некоторых вкладчиков есть таково, чтоб освящение совершено было 5-го числа будущаго декабря сего 1809-го года на имя Преображения Господня, Того ради просим Ваше Преосвященство сие наше прошение и желание удостоить Архипастырским благословением выдать освященной Антиминс и назначить для приведения сего в действо благочиннаго нашего Покровского священника Василья Ровнина и о сем нашем прошении учинить милостивейшую Архипастырскую резолюцию.
Престолов в этом храме было два: в холодном — в честь Преображения Господня, в приделе тёплом — во имя Святого Николая Чудотворца. Чего-либо замечательного по своей древности или ценности в церкви не имелось. Церковные документы хранились в целости: копии с метрических книг с 1806 года, исповедные росписи и 1829 года.
В архивном документе ГАВО ф 556 оп 3 д 139 «Опись имущества каменной церкви с Николаевским приделом погоста Спаса Железного Посоха», который был составлен в 1809 году благочинным покровским священником Василием Ровниным приводится полный список того, что было в храме на момент освящения в 1809 году в храме среди прочего находились образы мученицы Параскевы Пятницы и Новодворская икона Богоматери, которые считались типично «женскими» «крестьянскими» святыми.
Причт: священник и псаломщик. На содержание их тратилось: а) жалованья из государственного казначейства с 1895 года — 400 рублей; б) процентов с причтового капитала (3036 рублей) — 117 рублей 20 копеек; в) от земли пахатной и сенокосной — до 100 рублей; г) от церковного леса отоплением — на 50 рублей в год; д) от хлебного сбора с прихожан — до 50 рублей; е) от служб и требоисправлений — до 240 рублей; а всего — до 950 рублей в год. Дома у членов причта собственные на церковной земле. Земли при церкви: усадебной — 1 десятина 1881 квадратная сажень, сенокосной — 31 десятина 44 кв. сажени; дровяного леса — 38 десятин 700 кв. сажень, остальная земля пахотная.
По данным на 1859 год в погосте Спас Железный Посох было 3 двора, 20 жителей (9 мужского пола, 11 женского). По данным на 1905 год — 4 двора и 16 жителей.
Церковный приход состоял из деревень: Танеево (в 6 версты от церкви), Поляна (5 вер.), Максимцево (4 вер.) и Дюковка (2 вер.), в которых по клировым ведомостям 1896 году числилось 219 душ мужского пола и 243 женского; все православные.

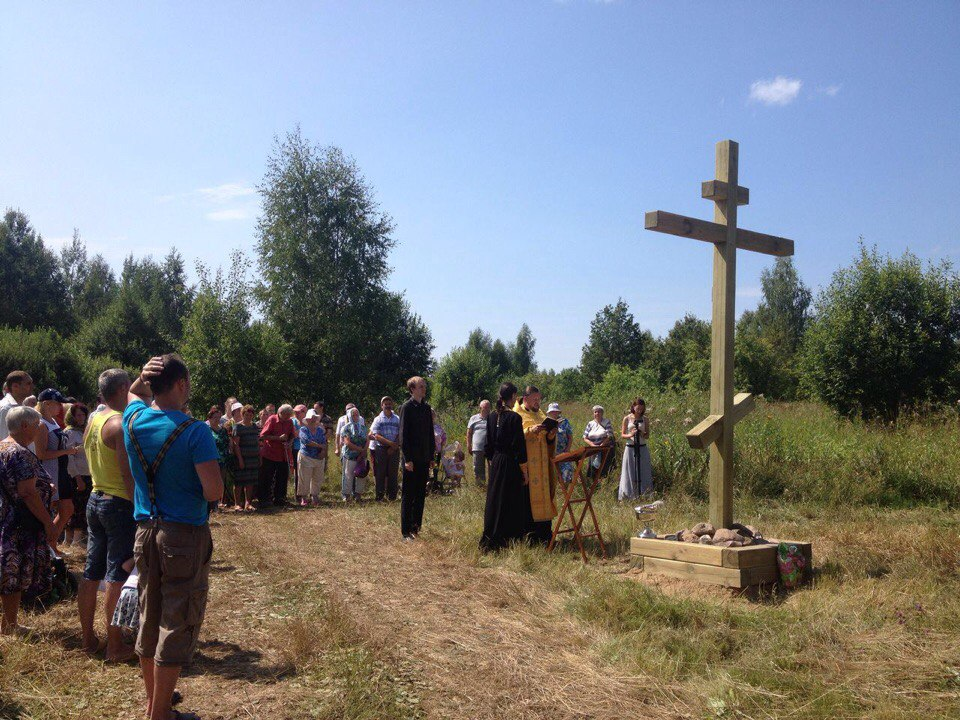
Освящение поклонного креста на въезде к Спасскому погосту

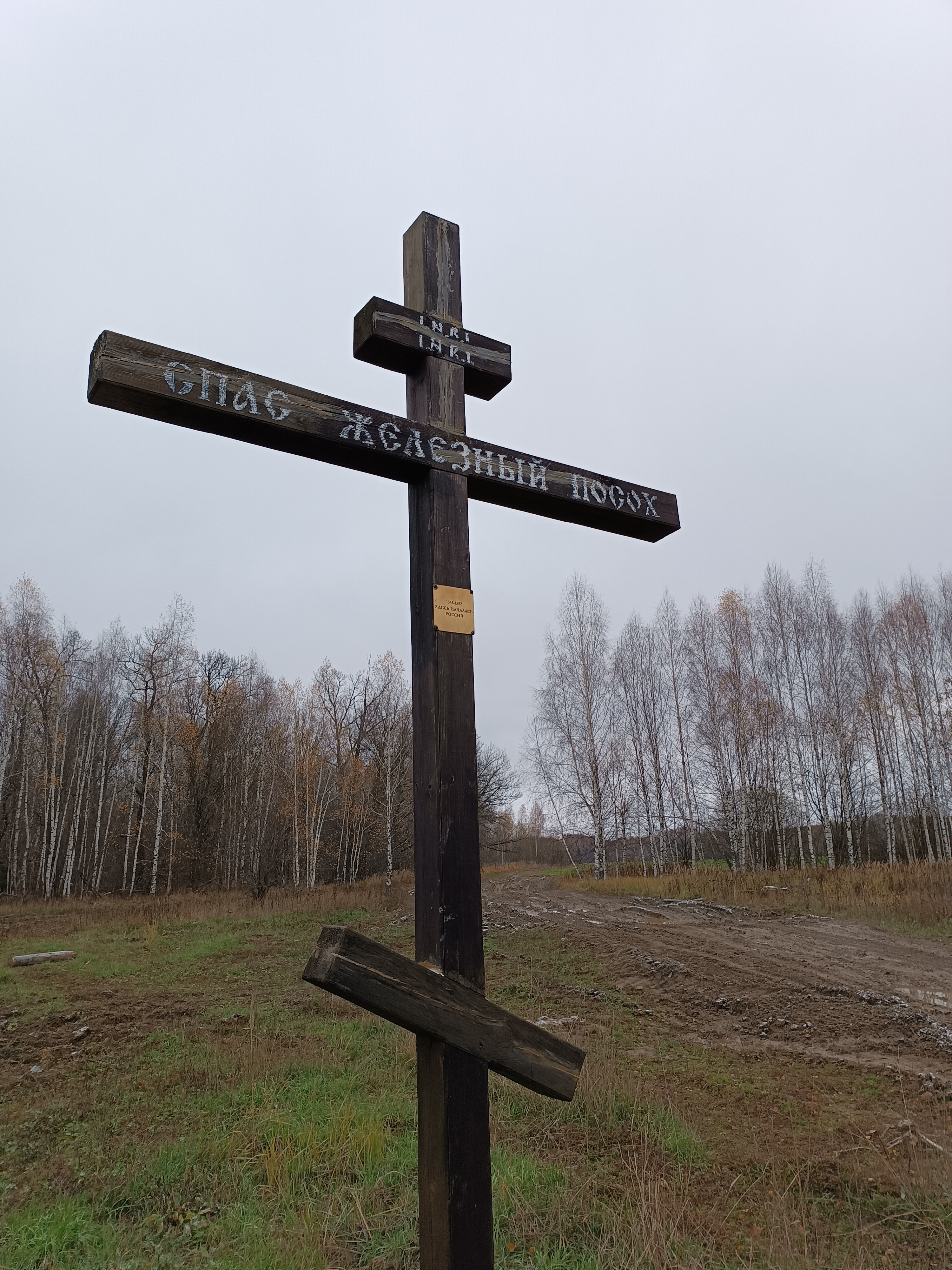
Поклонный Крест на въезде в лес, где находится Погост Спас Железный посох

Церковь была сломана в начале 1950-х годов с целью получения кирпича для строительства плотины Караваевской ГЭС на реке Пекша, ещё раньше исчезли и жилые дома вокруг церкви, но захоронения на кладбище осуществляются и сегодня.
30 января 2025 года митрополит Владимирский и Суздальский Никандр благословил расчистку места Преображенского храма погоста Спаса Железного посоха от мусора и растительности и его благоустройство, с этого дня началось возрождение древнего погоста.
10 февраля 2025 Петушинское благочиние сформировало план передачи земельного участка, где находился храм Спаса Железного посоха и древнего погоста храма Русской православной церкви, ответственным за место является клирик храма в г. Костерёво иеромонах Филарет.

### Административно-территориальная принадлежность
До губернской реформы Екатерины II относился к Ильмехотскому стану Владимирского уезда. С 1778 года — в составе Покровского уезда Владимирской губернии. В конце XIX — начале XX века погост входил в состав Дубковской волости Покровского уезда Владимирской губернии Российской империи.

## Память
На месте церкви по инициативе Караваевского краеведческого общества в 1995 году установлен памятный знак, в 2016 году при въезде на дорогу в сторону погоста со стороны деревни Марково по инициативе известного генеалога Семёнова Виталия поставлен и освящён поклонный крест с надписью «Тут началась Россия 1545—1552 гг».
Спас Железный Посох входит в неофициальный региональный бренд левобережья реки Пекша «Край семи церквей», куда кроме Спаса входят деревни Мышлино, Марково, возрождаемое село Святково, исчезнувшее сельцо Митино, Горынино,Новина. Считается, что небольшой (не больше 7 на 7 км) участок территории связан с невероятным количеством исторических личностей :

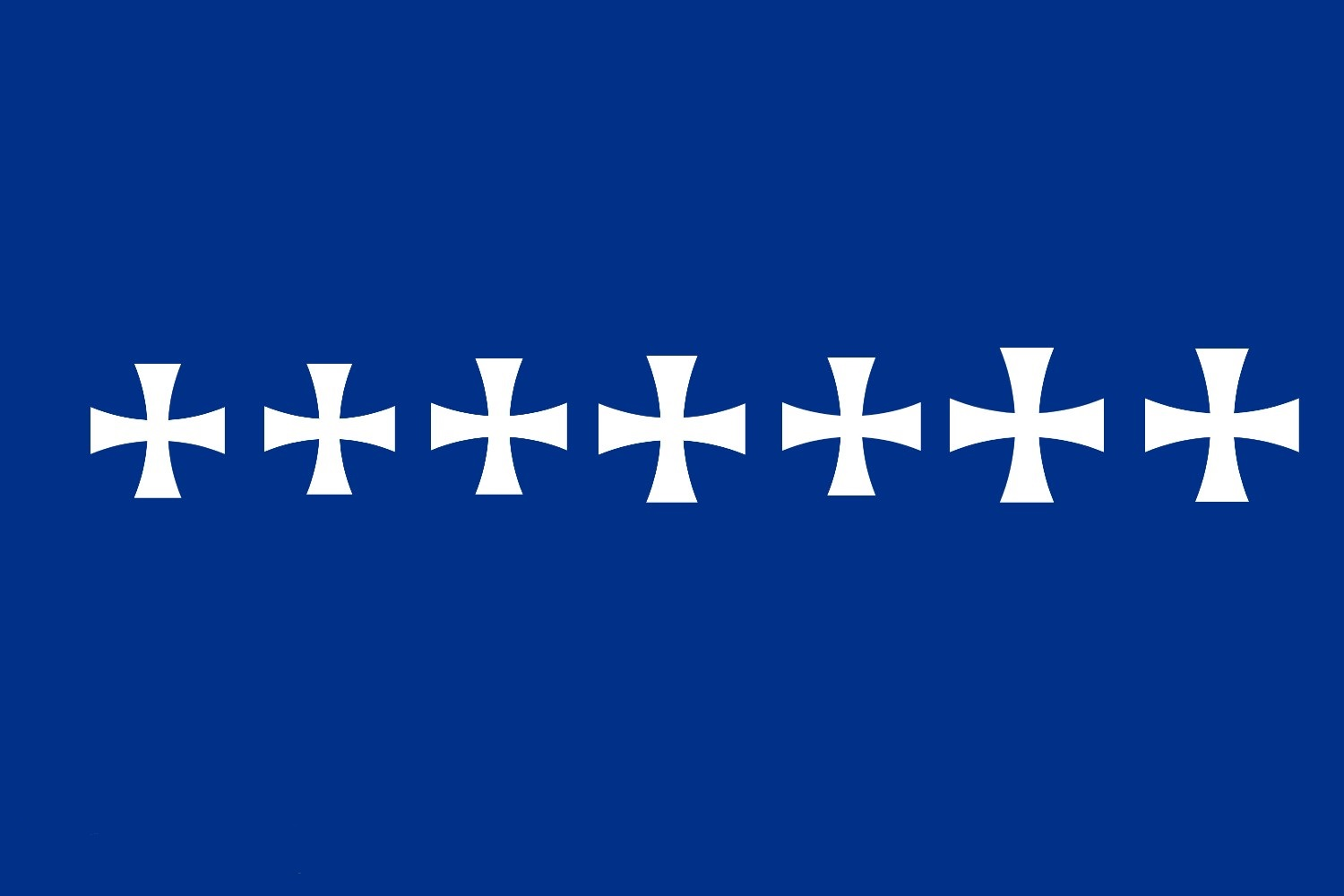
Неофициальный флаг Края 7 церквей: один из крестов означает Спасский погост.

Иваном Грозным, родом Кузьминых-Караваевых, Мусиных-Пушкиных, Оленевых, Сабуровых, Апраксиных, Хметевских, писателем Венедиктом Ерофеевым, Владимиром Солоухиным.

## Священники
1809 год священник Егор Васильев, дьячок Федор Иванов, пономарь Алексей Федоров
Парфений (Спасский)
1867—1885 Василий Григорьевич Разумовский,который в дальнейшем служил в храме села Святково (Владимирская область), рядом с которым и похоронен.
31.8.1887 - после революции  Поспелов Алексей Алексеевич

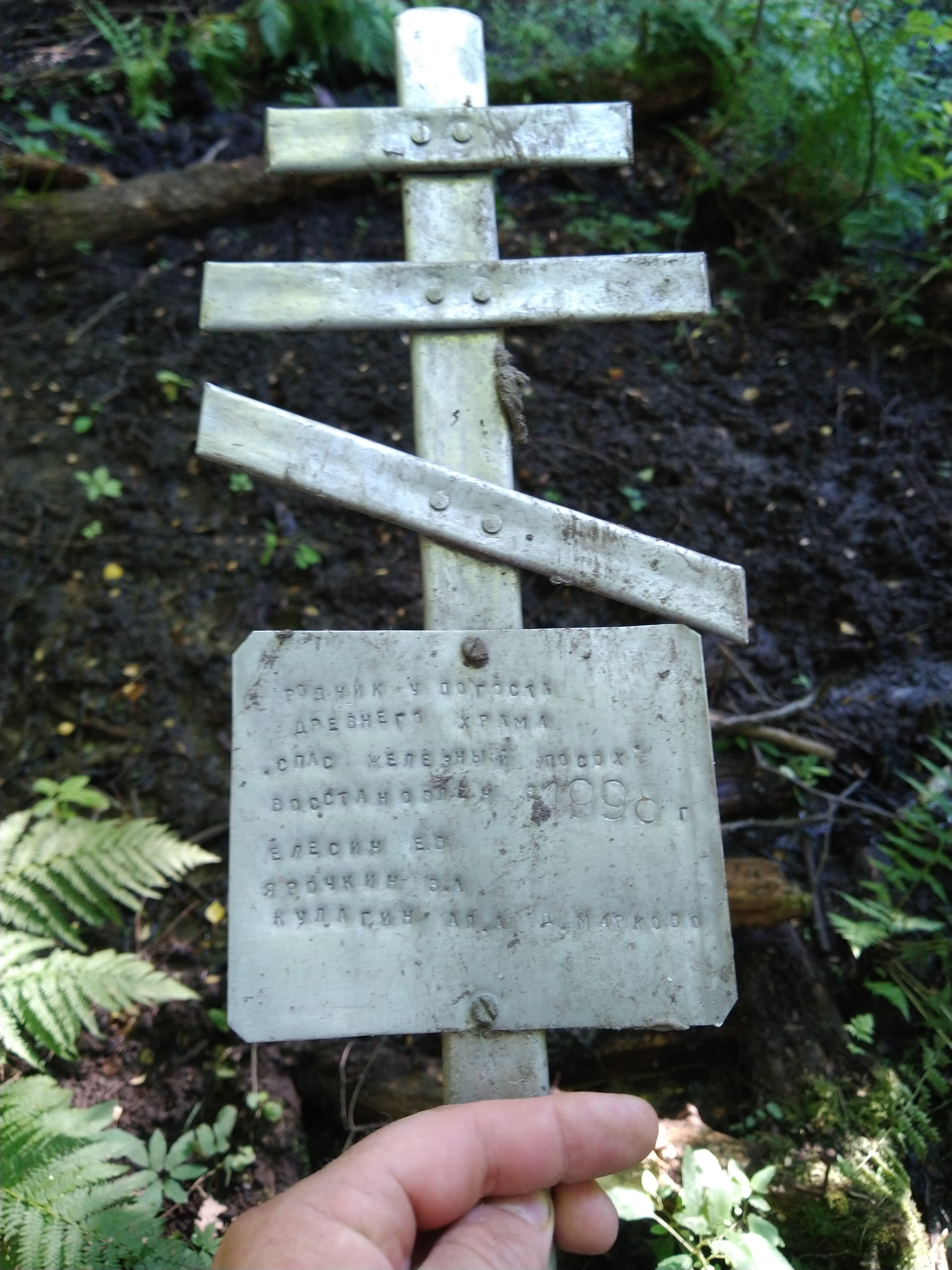
Памятный крест в честь последней реставрации Источника Обретение заблудших душ в 1998 году

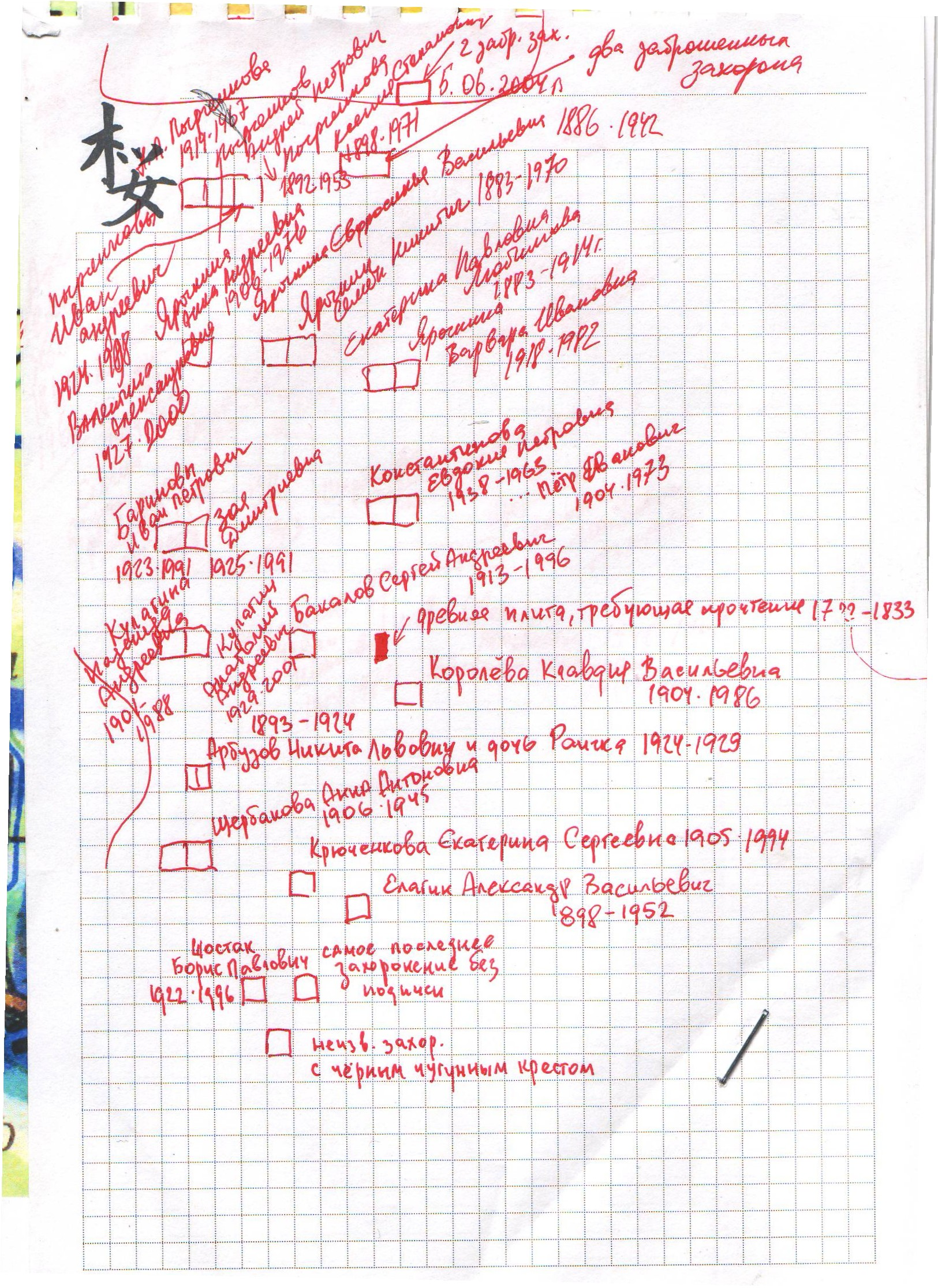
Перепись захоронений на Кладбище погоста Спас Железный посох на 2010 год, сделано историком Семёновым Виталием

## Известные личности
У храма была похоронена жертвовательница на храм и местная помещица Мария Николаевна Оленина, в девичестве Сабурова (1762—1808), жена Дмитрия Ивановича Оленина, покровского предводителя дворянства
Подъ симъ камнемъ положено тѣло: 1808 года апрѣля 23 числа по утру въ 4 часа и 35 минутъ преставилась раба Божія Марія Николаевна, Урождённая госпожа Сабурова, въ замужествѣ была за секунтъ-маіоромъ Дмитріемъ Ивановичемъ (Иваначемъ) Оленинымъ, родилась въ 1762 году ноября 2 дня.
Тезоименитство ея іюля 22 числа. Отъ рождениія ей было 45 лѣтъ, 5 мѣсяцевъ и 20 дней" (Пог. Спасъ-Желѣзный Посохъ Покров. у.; мѣдная доска въ западной стѣнѣ церкви).

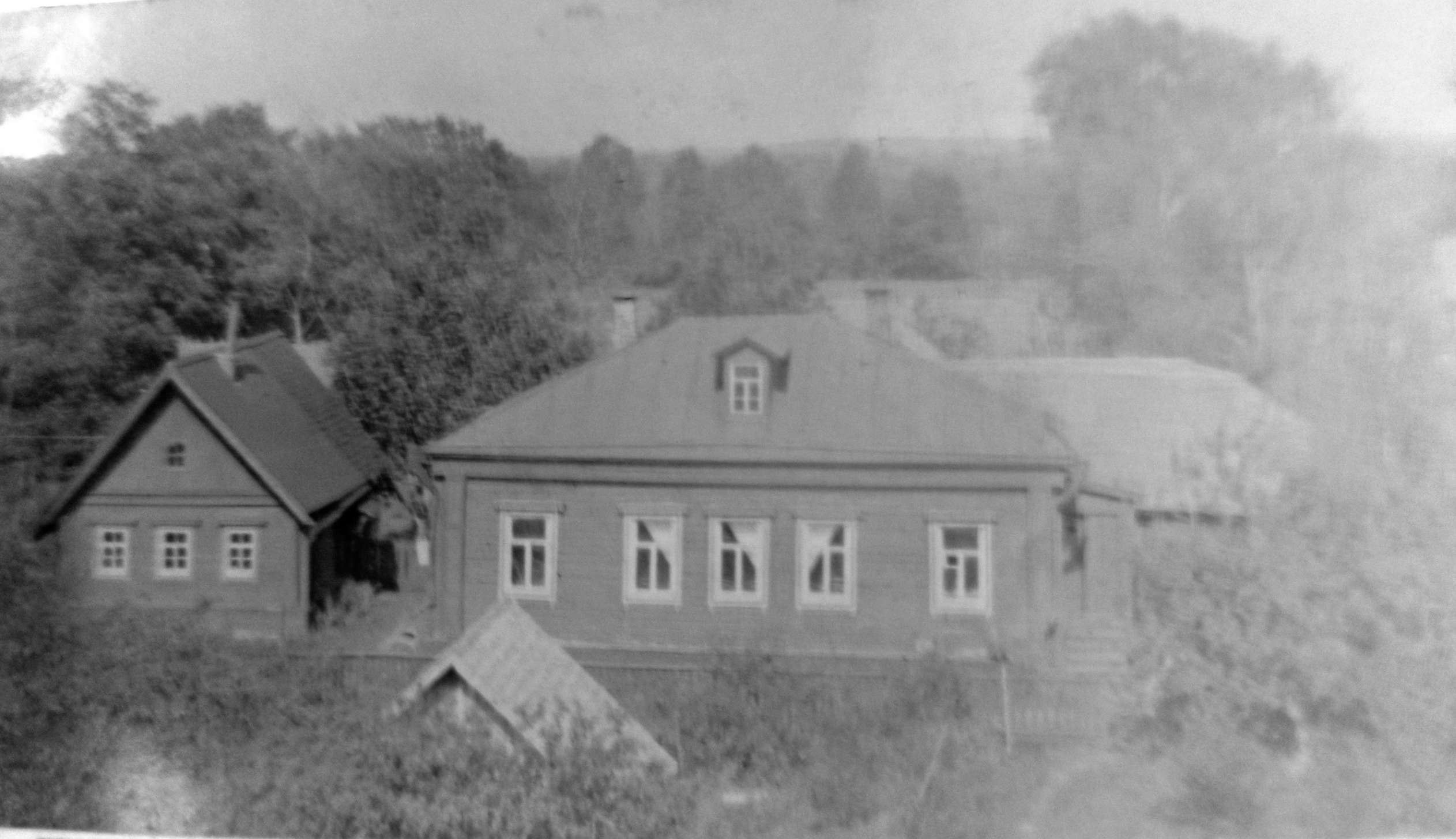
Дом священника погоста Спас Железный Посох

## В искусстве
Писатель Владимир Солоухин в своей книге «Владимирские просёлки» упоминает это место по дороге из села Караваево в село Троица : «Плывут навстречу перелески, осталась позади старинная дубовая роща с развалинами церкви, заложенной будто бы Иваном Грозным, когда шел он воевать Казань, и вскоре мы въехали в самый настоящий колхозный лес».К 2023 году вышло достаточное количество книг и фанфиков, которые так или иначе обыгрывают легеду о Спасе Железном посохе.

## Достопримечательности
В овраге, сразу за храмом, который называется «Оврагом заблудших», бьёт источник, который называется «Обретение заблудших душ», источник находится между храмом и древним Спасским погостом (кладбищем) и как бы символично является границей между миром мёртвых и миром вечно живых, что отражено в начале. Считается, что вода источника, вместе с верой и добрыми делами, способно разбудить даже самые заблудшие души. По другим сведениям название источника связано с тем местом, где были пойманы ханские лазутчики, которые собирались убить Ивана Грозного.

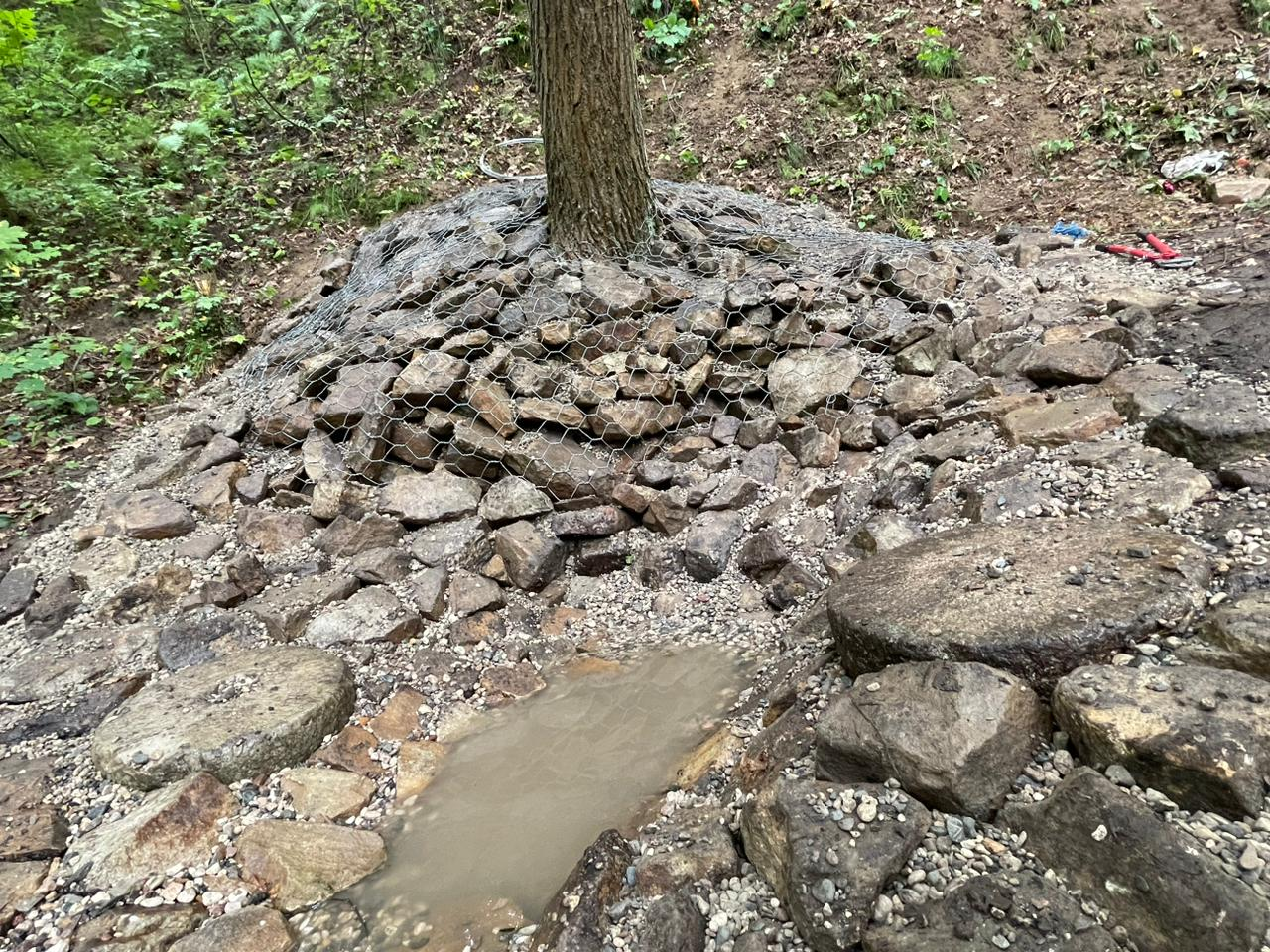
Восстановленный в 2023 году источник «Обретение заблудших душ»

Последний раз ремонт источника проводился в 1998 году жителями деревни Марково, источник был восстановлен в 2023 году историком-генеалогом Семёновым Виталием при поддержке жителей деревни Марково. В ноябре 2023 года состоялась первая экскурсия школьников города Петушки на источник.
В 5 км от Спаса Железного посоха, уже на территории Кольчугинского района, на восточном берегу реки Пекша, юго-восточнее деревни Поздняково во время войны упал военно-транспортный самолёт Ли-2, лётчики были похоронены на кладбище села Кудрявцево, но так и остались неиндифицированными. На месте падения самолёта несколько раз проводились поисковые работы.

## Транспорт
Добраться автомобилем невозможно, ближайший подход пешком со стороны деревни Марково и поклонного креста.

## Ссылки

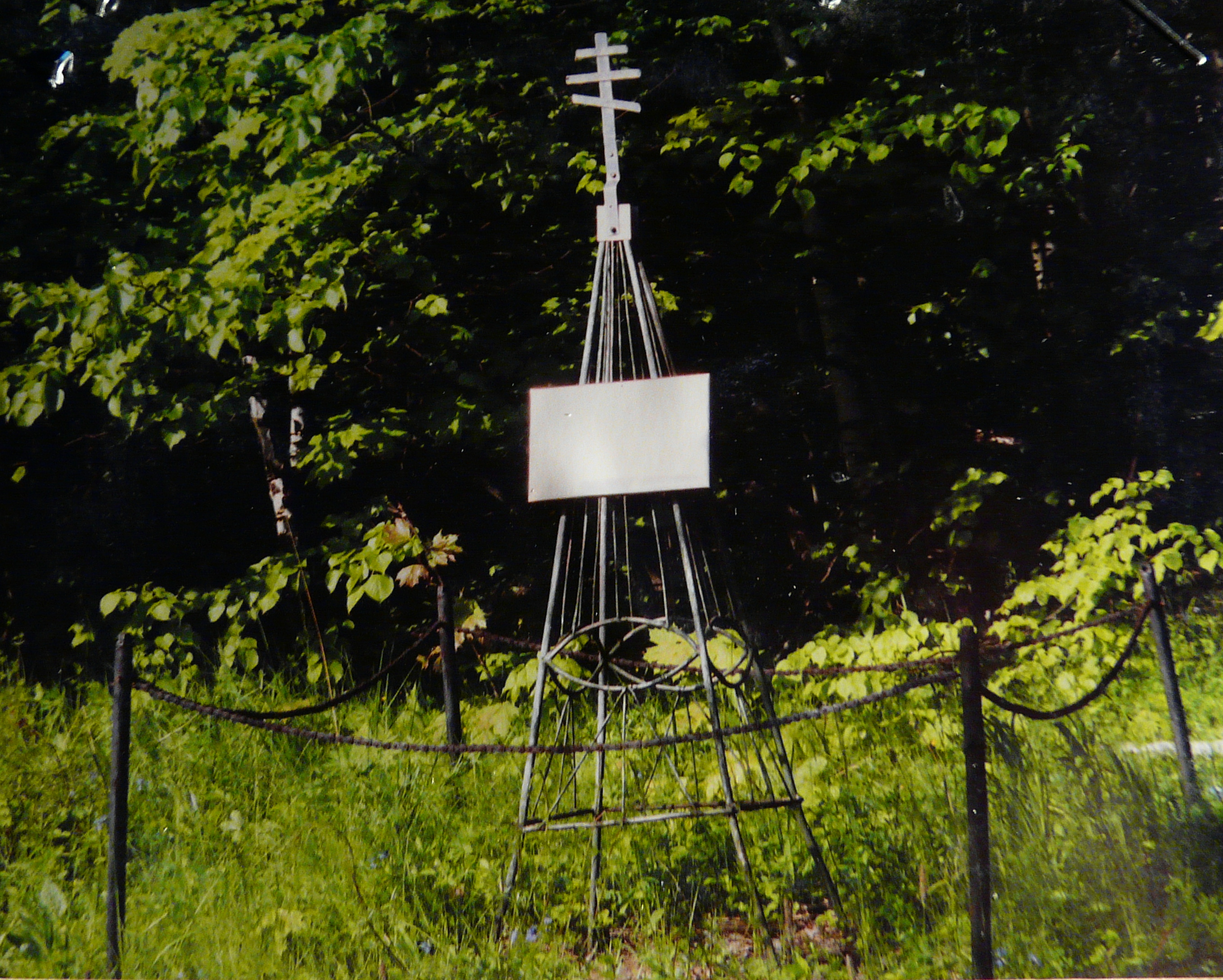
Памятный знак, поставленный в 1995 году на месте разрушенного храма